# Fakahotu Corona
Fakahotu Corona is een corona op de planeet Venus. Fakahotu Corona werd in 1985 genoemd naar Fakahotu, een Tuamotu aardemoeder.
De corona heeft een diameter van 290 kilometer en bevindt zich in het quadrangle Meskhent Tessera (V-3).